# Якшина, Любовь Стефановна
Любовь Стефановна Якшина (20.05.1928, Медвежка — 20.09.1997, Красногвардейское) — передовик советского и российского сельского хозяйства, бригадир колхоза «Родина» Красногвардейского района (ныне — Республики Адыгея). Герой Социалистического Труда (08.04.1971).

## Биография
Родилась 20 мая 1928 года в селе Медвежка Исилькульского района Омской области. Трудовую деятельность начала в суровом 1943 году после окончания восьмого класса. Работала слесарем Туркестано-Сибирской железной дороги, создавая «зелёную улицу» поездам, отправлявшимся на фронт с оружием, боеприпасами и продовольствием.
После войны, в 1946 году, переезжает в Адыгею в село Красногвардейское и вступает в местный колхоз имени Будённого, впоследствии вошедшего в укрупнённый колхоз «Родина». Сначала работала рядовой колхозницей в полеводческой бригаде, обслуживающей государственный сортоиспытательный участок. Люба хорошо освоила передовые приёмы выращивания сельхозкультур и стала получать высокие урожаи.
В 1948 году она была награждена медалью «За трудовое отличие».
В 1949 году её избирают звеньевой полеводческого звена.
За период с 1952 по 1958 год её звено на участках гибридизации выращивало семена кукурузы первого поколения, ежегодно собирало с гектара более 83 центнеров зерна, около 30 центнеров подсолнечника. Себестоимость центнера гибридных семян в звене была на 25 процентов ниже, чем по колхозу.
За успехи, достигнутые в производстве кукурузы и других культур, к 400-летию добровольного присоединения Адыгеи к России в 1957 году звеньевая была награждена орденом Ленина.
Член КПСС с 1956 года.
В 1958 году выдвинули заведующей птицефермой. Дисциплина в коллективе тогда была слабая, ферма приносила хозяйству одни убытки. За три года вывела её в число передовых ферм района.
Передав руководство птицефермой молодому специалисту, вернулась в полеводство и вновь возглавила звено кукурузоводов. И в первом же 1962 году звено вновь отличилось высоким урожаем. С каждого из 100 гектаров было собрано по 74,5 центнера кукурузного зерна. Коллектив был награждён памятным Красным знаменем крайкома КПСС и крайисполкома.
В 1965 году к трудовым наградам Л. С. Якшиной прибавилась ещё одна — медаль «За трудовую доблесть». Любовь Стефановна Якшина работу в поле сочетала с заочной учёбой в Славянском-на-Кубани сельскохозяйственном техникуме.
После окончания техникума в 1966 году её назначают бригадиром табаководческой бригады. Пятилетнее задание по производству и продаже табака государству бригада выполнила на 154 процента, дав сверх плана стране 164 тонны табачного листа. Причём себестоимость центнера листа этой культуры в звене на 20 рублей ниже, чем в среднем по колхозу.
В 1970 году Л. С. Якшина награждена медалью «За доблестный труд. В ознаменование 100-летия со дня рождения В. И. Ленина».
За выдающиеся успехи в развитии сельскохозяйственного производства и выполнение пятилетнего плана продажи продуктов земледелия и животноводства Указом Президиума Верховного Совета СССР от 8 апреля 1971 года Любови Стефановне Якшиной присвоено звание Героя Социалистического Труда с вручением ордена Ленина и золотой медали «Серп и Молот».
Большой и славный путь прошёл колхоз «Родина». Он стал одним из передовых хозяйств области и края, удостоен чести именоваться колхозом коммунистического труда, награждён орденом Трудового Красного Знамени. Во всём этом большая доля труда Любови Стефановны Якшиной.
Делегат XXI и XXII съездов КПСС, являлась членом Адыгейского обкома КПСС и членом бюро Красногвардейского райкома КПСС, депутатом Верховного Совета РСФСР VIII созыва, Красногвардейского районного и (Краснодарского краевого Советов народных депутатов. Неоднократно являлась участником и имела награды ВСХВ и ВДНХ. Принимала активное участие в общественно-политической жизни Адыгеи.
Умерла 20 сентября 1997 года. Похоронена в селе Красногвардейском Адыгея Россия.

## Награды
- Золотая медаль «Серп и Молот» (08.04.1971);
- Орден Ленина (1957)
- Орден Ленина (08.04.1971)
- Медаль «За доблестный труд в Великой Отечественной войне 1941—1945 гг.»
- Медаль «В ознаменование 100-летия со дня рождения Владимира Ильича Ленина» (6 апреля 1970)
- Медаль «За трудовое отличие»
- Медаль «За трудовое отличие»

## Память

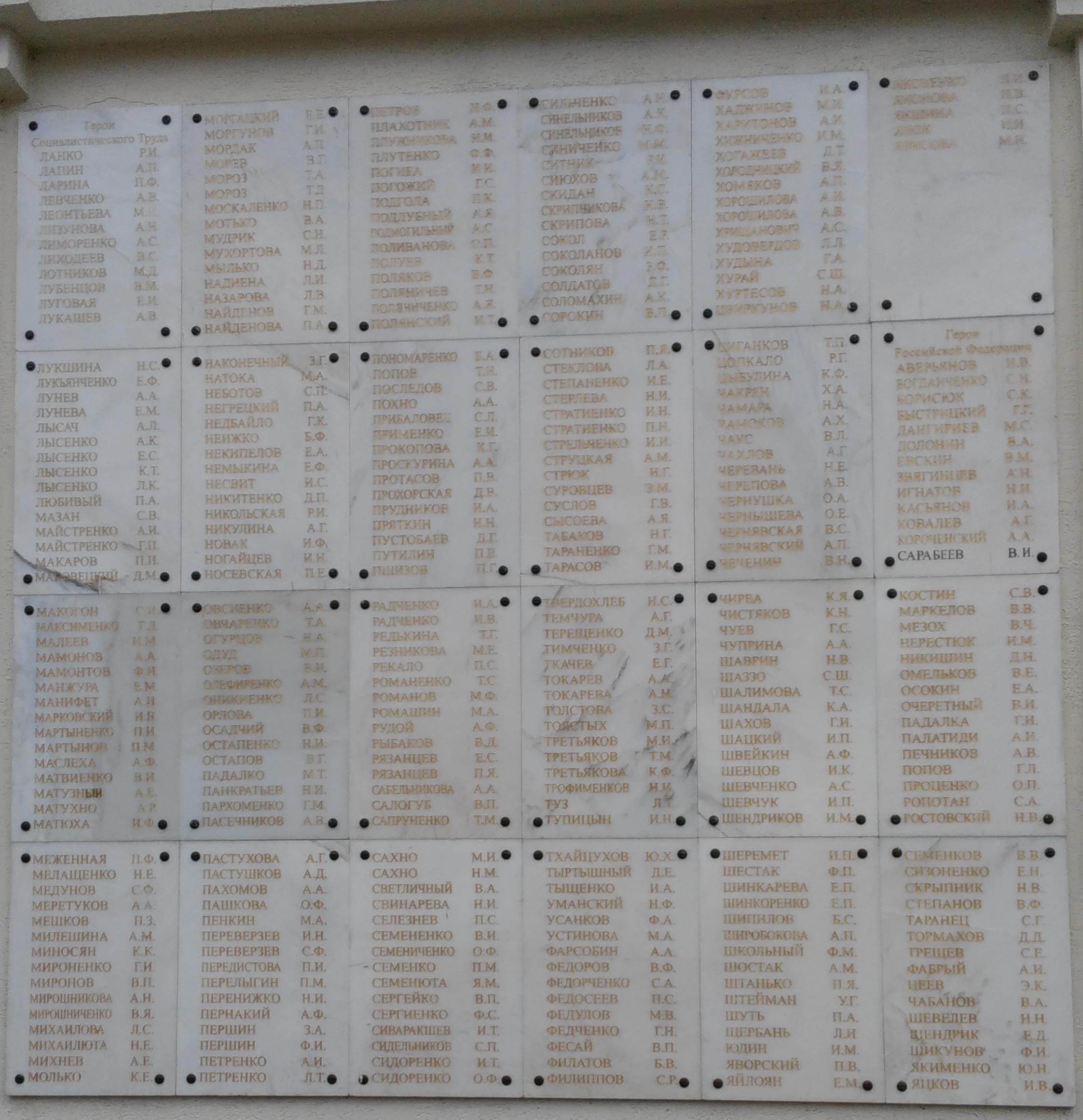
Мемориальная доска с именами Героев Социалистического Труда Кубани и Адыгеи. Краснодар 2017

- Имя Героя золотыми буквами вписано на мемориальной доске в Краснодаре.